# Mageret
Mageret est un village belge de la commune et ville de Bastogne situé en Région wallonne dans la province de Luxembourg.
Avant la fusion des communes, il faisait partie de la commune de Wardin.

## Situation
Ce village du plateau ardennais est traversé par la route nationale 874 qui va de Bastogne à Longvilly et à la frontière luxembourgeoise. Mageret, entouré par les localités de Bizory, Neffe, Benonchamps et Arloncourt, se trouve à environ 6 km à l'est du centre de Bastogne.

## Description
Dans un environnement de prairies vouées à l'élevage, Mageret s'étend sur plusieurs rues menant à un carrefour. La localité se compose d'anciennes fermettes bâties en pierre du pays ou recouvertes de crépi et de nouvelles constructions de type pavillonnaire.
La chapelle Saint Martin a été reconstruite en 1962 en moellons de grès d'après les plans de l'architecte Albert Miest. Elle remplace un édifice de 1586. La flèche du clocher est très acérée. La chapelle se trouve au bord d'une place où l'on peut voir une tourelle de char M4 Sherman, vestige de la Bataille des Ardennes.

## Histoire
Le 19 décembre 1944, lors de la Bataille des Ardennes et plus précisément du siège de Bastogne, le village est le cadre d’âpres combats. Quinze chars allemands sont détruits mais l'armée américaine perd aussi de nombreux blindés. Mageret demeure occupé par les troupes allemandes jusqu’au 13 janvier 1945.

## Activités
Mageret possède une école fondamentale rurale (enseignement maternel et primaire).
La Jeunesse sportive de Mageret est le club de football du village.
La localité compte des gîtes ruraux.